# A/B test
En A/B test eller split-test er en metode inden for markedsføring, hvor man sammenligner en kontrolgruppe, der udsættes for én version af et budskab eller anden form for kommunikation, med en eller flere forsøgsgrupper, der udsættes for varianter af samme kommunikation, hvor et element, f.eks. en tekst eller et billede, er ændret.
Formålet er at finde frem til hvilken af varianterne, der er bedst til at påvirke modtagerne af budskabet til at foretage den ønskede handling, som f.eks. køb, accept af yderligere kommunikation eller lignende. 
A/B-test er forskellig fra multivariable test, hvor varianter af flere forskellige elementer i det samme materiale testes, f.eks. to varianter af en tekst og to varianter af et billede i samme test. Forskellen er, at den multivariable test ikke bare tager højde for variationerne af det samme element som A/B testen gør, men også for kombinationerne af variationer (f.eks. tekst A sammen med billede A, tekst A sammen med billede B osv.)

## Anvendelse og styrker
Metoden har været anvendt inden for markedsføring længe f.eks. til at optimere på direct mail-forsendelser, men har fået en renæssance i forbindelse med markedsføring på internettet, hvor antallet af modtagere typisk er meget højt og hvor udgifterne til at udvikle forskellige varianter af det samme materiale typisk er lavere end f.eks. på tryk. 
Der findes værktøjer, der er særligt udviklet til at afvikle A/B test på hjemmesider, i e-mails og i forbindelse med online annoncering, som sørger for at opdele modtagerne i kontrol- og forsøgsgrupper og præsenterer de respektive varianter af materialet for dem. 
Blandt de elementer, der ofte underkastes test kan nævnes (ikke prioriteret):
- Overskrifter
- I emails: Emnelinjen
- Brødtekster
- ”Call to action” som f.eks. knapper og links der leder videre til den ønskede handling
- Layout, grafisk stil eller grafiske fremhævninger af væsentlige elementer
- Det fremsatte tilbud – f.eks. ”Gratis forsendelse” vs. ”Fri fragt”
- Billeder

A/B test fremhæves i talrige case-studies som et potent værktøj til at optimere effekten af markedsføringstiltag som ofte viser sig at have et gunstigt forhold mellem udgifter og udbytte. 
Et væsentligt fortrin ved A/B test er desuden at den producerer viden, som kan tillægges stor pålidelighed. Testen udøves til forskel fra alternative metoder til at opnå tilsvarende viden, som f.eks. ekspertgennemgange, tænke-højt test eller spørgeskemaer, på hele målgruppen og i en brugspraksis der i alle aspekter er præcis den samme, som den testen producerer viden om. Derved undgås et betydeligt antal usikkerheder, som ellers ville være opstået som følge af den måde den ønskede viden er tilvejebragt på. 

## Kritik og begrænsninger
A/B-test kan kun anvendes i sammenhænge, hvor kommunikationen har entydige og veldefinerede mål, som samtidig kan måles kvantitativt. I mange sammenhænge, også inden for markedsføring, er disse kriterier ikke opfyldt, f.eks. hvor kommunikationen har til formål at fremme omdømmet for et bestemt brand, eller det primære formål alene er formidle information til modtageren. . I disse tilfælde er en A/B-test ikke mulig at gennemføre, fordi det ikke er muligt at måle succesen med kommunikationen på en måde så det entydigt kan påvises, hvilken variant af materialet der fungerede bedst.
Metoden er kritiseret for at den i visse sammenhænge kan lede til falske resultater, fordi nye tiltag sommetider kræver tilvænning hos målgruppen, og derfor indledningsvist producerer dårligere resultater. I sådanne tilfælde kan en dårligt tilrettelagt A/B test forkaste et nyt tiltag, selvom det muligvis ville vise sig at være bedre end status quo, hvis det fik tilstrækkelig løbetid. 
A/B-test kræver en relativt stor volumen af interaktioner før signifikante forskelle viser sig. Derfor kan metoden vise sig at være upraktisk, for usikker eller helt umulig at anvende i sammenhænge hvor målgruppen ikke er stor nok, eller hvor succeskriteriet for kommunikationen ikke opfyldes hyppigt nok. 
Endelig kræver A/B-test, som det ovenstående til dels illustrerer, et vis niveau af know-how for at kunne implementere eventuelle nødvendige værktøjer, opstille plausible hypoteser og for at kunne fortolke resultaterne korrekt.